# حادثه کشتی عزالدین
حادثه کشتی عزالدین (انگلیسی: Ezadeen incident) سفر طولانی این کشتی است که حامل ۳۶۰ مهاجر سوری بود. این کشتی که حرکتش را از یک بندر سوری آغاز کرده بود، بعد از حدود سه ماه و گذر از آب‌های قبرس، ترکیه و یونان در نزدیکی سواحل جنوب ایتالیا لنگر انداخت.

## شرح واقعه
در اکتبر ۲۰۱۴ یک کشتی یدک‌کش فرسوده با پرچم سیرالئون، طرطوس، سوریه را به مقصد ترکیه ترک گفت، سپس مسیرش را به مقصد یونان به سمت جنوب تغییر داد. این کشتی در نوامبر به فاماگوستا در شمال قبرس رسید، در ۱۹ دسامبر مجدداً این بندر را ترک کرد و این بار به مقصد ترکیه به سمت شمال رفت و پس از سه ماه سرگردانی در آب‌های مدیترانه در نزدیکی سواحل جنوب ایتالیا شناسایی شد و به کمک گارد ساحلی ایتالیا وارد بندر کوریلیانو شد.
هنگامیکه گارد ساحلی ایتالیا وارد کشتی شد یکی از پناهندگان با استفاده ار یک رادیو گفت «ما بدون خدمه هستیم و به سمت ایتالیا می‌رفتیم و ناخدایی برای هدایت کشتی نداریم». گارد ساحلی کشتی را یدک کرد و در ۲ ژانویه ۲۰۱۵ در بندر کوریلیانو کالابرو لنگر انداخت.

## مهاجران رهاشده
سرنشینان این کشتی۳۶۰ مهاجر سوریه بودند که در پی پناهجویی در یک کشور خارجی از جنگ داخلی سوریه فرار کردند و شامل ۲۲۲ مرد، ۶۴ زن و ۷۴ کودک بودند. این پناهجویان همه به مراکز درمانی و بخش پذیرش مهاجران هدایت شدند.
لئونارد دویل سخنگوی سازمان بین‌المللی مهاجرت گفت: «این رفتار خیلی غیرعادی با کس دیگری است. رها کردن کشتی‌ها در دریاهای آزاد چیز بسیار خطرناکی است که در بهترین زمان ممکن انجام می‌شود و بازی قاچاق را به سطح کاملاً جدیدی رسانده‌است که ما هرگز آن را ندیده بودیم.» شیوه جدید مهاجرت غیرقانونی که هر روز گسترش می‌یابد شامل سفر چند هزار یورویی با کشتی‌های باری است که صدها نفر انسان در آن جای می‌گیرند. سپس خدمه، کشتی را در میان دریا رها کرده و متواری می‌شوند.